# Radislav Rabrenović
Radislav Rabrenović, szerbül: Радислав Рабреновић (Veprőd, 1954. december 26. – Belgrád, 2015. augusztus 8.) jugoszláv-szerb nemzetközi labdarúgó-játékvezető.

## Pályafutása
1986 és 1995 között volt aktív játékvezető. Az 1993. május 8-i Partizan–Crvena zvezda (1–0) és az 1995. május 10-i Obilić–Crvena zvezda (0–4) jugoszlávkupa-döntő mérkőzéseket vezette.
1995-ben nemzetközi játékvezető lett. 1995. március 8-án Budapesten a Magyarország–Lettország (3–1) mérkőzést irányította.

## Statisztika

### Nemzetközi válogatott mérkőzése
| #  | Dátum            | Helyszín                    | Hazai        | Eredmény | Vendég     | Kiírás     | Gólok | Esemény |
| -- | ---------------- | --------------------------- | ------------ | -------- | ---------- | ---------- | ----- | ------- |
| 1. | 1995. március 8. | Budapest, Fáy utcai Stadion | Magyarország | 3 – 1    | Lettország | barátságos | -     |         |
|    | Összesen         |                             |              | 1        | mérkőzés   |            |       |         |